# Verbo Carne
«Verbo Carne» es una canción del músico de rock argentino Gustavo Cerati e interpretada por él mismo. Cuenta con la presencia de la Orquesta Filarmónica de Londres y Alejandro Terán. Fue lanzada como tema N.º 8 del álbum Bocanada, que salió a la venta en 1999. Ha sido considerado el 93.er mejor tema de la historia del rock argentino.

## Historia
Esta canción no tuvo su producción como las demás canciones de Bocanada, las cuales fueron producidas en la Casa submarina de Buenos Aires. La Orquesta Filarmónica de Londres se encargó de la música de «Verbo Carne» en los estudios de Abbey Road en Londres. La orquesta estuvo dirigida por el primer violín: Gavyn Wright. Luego de esto, la canción fue arreglada por Alejandro Terán. Tiene un sample de la canción «Feel» del grupo británico The Verve.

## Música
La construcción de la canción sigue patrones típicos de música orquestal cinematográfica, con una instrumentación completamente interpretada por una orquesta sinfónica acompañada de la voz de Cerati. Tiene similitudes al estilo utilizado en las bandas sonoras de películas de James Bond.

## Personal
- Gustavo Cerati – voz, guitarra y sampler
- Orquesta Filarmónica de Londres – sinfonía
- Gavyn Wright – director y violín

## Versiones
- En 2001, «Verbo Carne» es incluida como track n.º 9 en el álbum 11 Episodios Sinfónicos, siendo esta una versión casi igual a la canción original, siendo la única diferencia en que en la versión del disco Bocanada existe un sample de batería y algunos instrumentos propios del rock como fondo musical, y en la versión del disco sinfónico, es exclusivamente una ejecución de orquesta.
- En algunos conciertos de Gustavo Cerati, ha sido interpretada en una versión de "banda" sin los instrumentos sinfónicos, con más participación de la guitarra, con bajo y batería.